# Riversul (ort)
Riversul är en ort i Brasilien.   Den ligger i kommunen Riversul och delstaten São Paulo, i den södra delen av landet, 900 km söder om huvudstaden Brasília. Riversul ligger 538 meter över havet och antalet invånare är 6 165.
Terrängen runt Riversul är huvudsakligen platt, men åt sydväst är den kuperad. Riversul ligger nere i en dal. Närmaste större samhälle är Itaporanga, 14,7 km norr om Riversul.
Trakten runt Riversul består i huvudsak av gräsmarker. Runt Riversul är det glesbefolkat, med 15 invånare per kvadratkilometer.